# Bååstede

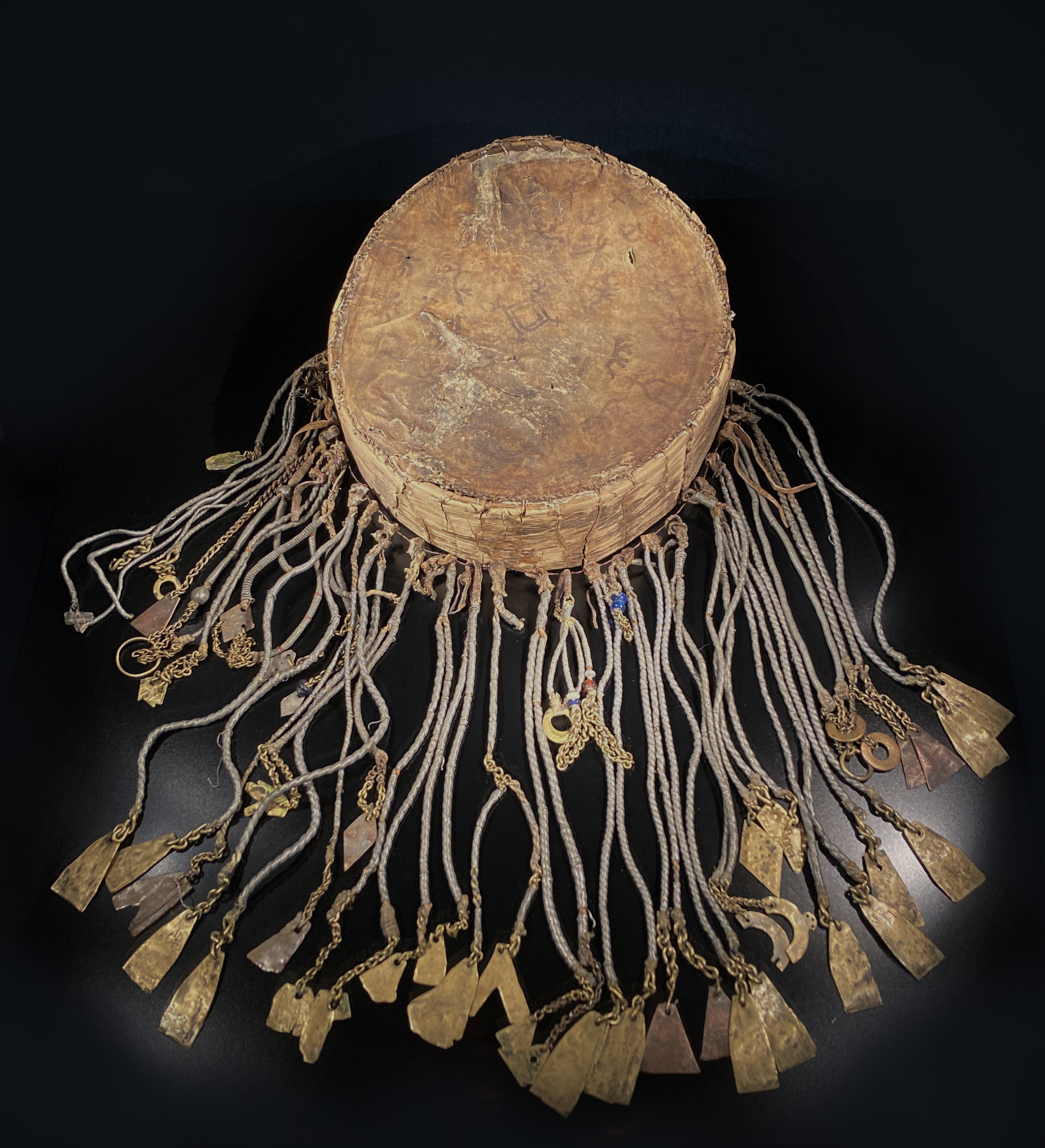
Bindalstrumman", återförd shamantrumma till Saemien Sijte inom Bååstedeprojektet 2022

Bååstede är ett projekt, som påbörjades 2012 i syfte att återföra samiska föremål från Norsk Folkemuseum och Kulturhistorisk museum till sex samiska museer. Ordet "bååstede" betyder "tillbaka" på sydsamiska.

## Bakgrund
Idén om återföring av de samiska föremålen växte fram gradvis efter det att de särskilda samiska museerna grundades på 1970- och 1980-talen. Föreståndaren för Folkemuseets samiska avdelning 1982–1993, Bjørn Aarseth, tog under sin tid som föreståndare beslut om att avbryta museets insamling av äldre samiskt material. I stället påbörjades långtidsdeponering av artefakter på de samiska museerna.
Efterträdaren, konservatorn Leif Pareli, deltog bland annat i International Council of Museums (ICOM) arbete om skydda av kulturarv och repatriering, och efter dess slutkonferens 2007 för projektet "Recalling Ancestral Voices" i Enare i Finland tog Folkemuseet positiv ställning till diskussioner med Sametinget om återföring av föremål.

## Återföringsavtalen
Bååstede-projektet har som utgångspunkt ett avtal, som undertecknades på Sametinget i Karasjok den 19 juni 2012, vilket har namnet "Tilbakeføringsavtalen for samisk museumsmateriale". Det förpliktar Norsk Folkemuseum och Kulturhistorisk museum vid Universitetet i Oslo att lämna ifrån sig samiska museiföremål till de sex museer, som ligger under Sametingets ansvar. Avtalet berör omkring 2 000 föremål av de 4 300 föremålen i den ursprungliga samiska samling, som fanns på Norsk Folkemuseum. Kulturhistorisk museum, dåvarande Universitetets Etnografiske museum, hade 1951 deponerat sin samiska samling på 2 700 föremål på Folkemuseet.
De två museerna i Oslo skulle enligt avtalet tillhandahålla arkivmaterial till de sex samiska museerna som bas för urvalet av föremål att återlämna. Därefter skulle en kommission med representanter för alla involverade parter avgöra vilka föremål som skulle återlämnas. År 2019 var förhandlingarna avklarade och fler än 1 600 föremål återlämnade.

## De sex samiska museerna
- Tana og Varanger museumssiida, museum som bildats av flera lokala samiska museer i Sør-Varanger kommun, Tana kommun och Nesseby kommun i östra Finnmark fylke
- RiddoDuottarMuseat, fyra museer i fyra kommuner i västra Finnmark
- Samtidsmuseet for nordlige folk, Manndalen i Kåfjords kommun i Troms fylke
- Várdobáiki samisk senter, samiskt kulturcentrum i Evenskjer i Skånlands kommun i Troms fylke
- Árran - lulesamisk senter, i Ájluokta/Drag i Tysfjords kommun i Nordland fylke
- Saemien Sijte, kulturcentrum och nationellt museum för sydsamisk historia och kultur i Snåsa i Trøndelag fylke